# 向著未來
《向著未來》（日语：／ Mirai e），是日本沖繩縣女子歌唱組合Kiroro的第2張單曲。1998年6月24日發行。

## 簡介
繼出道單曲《長久》取得巨大成功之後，再次將地下時期的歌曲單曲CD化。
發行首週賣出7.5萬張，週榜排行第4位。年度銷量為49.8萬張，是1998年度日本單曲銷量第48位。

## 收錄曲目
1. 向著未來（未来へ）
作詞、作曲：玉城千春；編曲：重實徹
2. 清晨好天氣（天気がいい朝）
作詞、作曲：玉城千春；編曲：重實徹
3. 向著未來 (Original Karaoke)
4. 清晨好天氣 (Original Karaoke)

## 翻唱
本專輯的主打歌曲《向著未來》也有以下的翻唱/改編版本：
- 1999年9月：婷婷，改編為國語版本，歌名為〈右手〉，收錄於專輯《愛的勝利》
- 2000年1月7日：劉若英，改編為國語版本，歌名為〈後來〉，收錄於專輯《我等你》
- 2005年9月27日：索菲婭·格林（Sofia Källgren），改編為英語版本，歌名為〈Life〉，收錄於專輯《東方西方 vol. 1》
- 2009年3月18日：夏川里美，收錄於專輯
- 2010年3月31日：茉奈佳奈，收錄於專輯
- 2010年4月20日：德永英明，收錄於專輯《VOCALIST 4》
- 2013年6月5日：基斯·哈特，收錄於專輯《Heart Song》
- 2015年6月17日：柴咲幸，收錄於專輯
- 2018年1月18日：Via Vallen（英语：Via Vallen），改編為印尼語版本，歌名為〈Sayang〉，收錄於同名專輯[4]